# Hot (singolo Inna)
Hot è un singolo della cantante rumena Inna, pubblicato il 26 ottobre 2008 come primo estratto dal primo album in studio Hot.

## Promozione
Inna ha promosso la canzone in diversi concerti in tutta Europa e si è anche esibita agli Eska Music Awards, alla Sopot Hit Festival in Polonia, al Legendario Ice Experience di Siviglia e al Loop Live in Bulgaria, il tutto nel 2009. Ha inoltre tenuto molti show-case in tutto il mondo per promozionare il brano, in particolare nei paesi in cui il brano è entrato in classifica.

## Video musicale
Hot è stata accompagnata da due versioni ufficiali del video: la prima è uscita il 12 novembre 2008 in cui il video racconta una storia d'amore all'interno di una discoteca, con Inna in secondo piano che canta i versi della canzone. La seconda versione è uscita il 23 novembre 2008 con Inna che balla e canta la canzone insieme ad alcuni ballerini con sfondi molto colorati intorno.

## Tracce
- Romania Airplay (2008)[8]

1. "Hot (Play & Win Radio Version)" - 3:39

- Romania Promotional Released (2008)[9]

1. "Hot (US Radio Version) - 3:45

- Ungheria Promo Single (2009)[10]

1. "Hot (Play & Win Radio Version)" - 3:39
2. "Hot (Malibu Breeze Radio Edit) - 3:43
3. "Hot (Malibu Breeze Remix) - 6:52

- Belgio CD Single (2009)[11]

1. "Hot (Play & Win Radio Version)" - 3:39
2. "Hot (AJ's Radio Edit)" - 3:06
3. "Hot (Malibu Breeze Remix) - 6:52
4. "Hot (Malibu Breeze Radio Edit) - 3:43

- Svezia CD Maxi Single Promo (2009)[12]

1. "Hot (Play & Win Radio Version)" - 3:39
2. "Hot (Play & Win Club Version)" - 5:03
3. "Hot (Malibu Breeze Remix)" - 6:52
4. "Hot (Jerox's Walk In The Dusk Edit)" - 4:21

- Germania CD Single (2009)[13]

1. "Hot (Play & Win Radio Version)" - 3:39
2. "Hot (Malibu Breeze Radio Edit) - 3:43

- Paesi Bassi CD Single (2009)[14]

1. "Hot (Play & Win Radio Version)" - 3:39
2. "Hot (Malibu Breeze Radio Edit) - 3:43
3. "Hot (Malibu Breeze Remix) - 6:52

- Italia CD Maxi Single (2009)[15]

1. "Hot (Play & Win Radio Version)" - 3:39
2. "Hot (US Short Edit) - 3:05
3. "Hot (US Radio Version) - 3:45
4. "Hot (Malibu Breeze Radio Edit) - 3:43
5. "Hot (Play & Win Club Version) - 5:03
6. "Hot (Malibu Breeze Remix) - 6:52

- Hot: The Mixes - Germania (2010)[16]

1. "Hot (Play & Win Radio Version)" - 3:39
2. "Hot (The Real Booty Babes Remix Edit)" - 2:50
3. "Hot (Malibu Breeze Radio Edit) - 3:43
4. "Hot (US Radio Version)" - 3:45
5. "Hot (Play & Win Club Version)" - 5:03
6. "Hot (The Real Booty Babes Remix)" - 4:23
7. "Hot (Malibu Breeze Remix)" - 6:52

- Hot: Remixes iTunes & Spotify Release (2010)[17]

1. "Hot (Cahill Radio Edit)" - 3:03
2. "Hot (Cahill Club Edit)" - 4:52
3. "Hot (Riffs & Rays Radio Edit)" - 3:02
4. "Hot (Samuele Sartini Remix Edit)" - 3:22
5. "Hot (Da Brozz Edit)" - 3:39
6. "Hot (Play & Win Radio Version)" - 3:39
7. "Hot (US Short Edit) - 3:05
8. "Hot (US Radio Version) - 3:45
9. "Hot (Malibu Breeze Radio Edit) - 3:43
10. "Hot (The Real Booty Babes Remix Edit)" - 2:50
11. "Hot (Jerox's Walk In The Dusk Edit)" - 4:24
12. "Hot (Cahill Club Mix)" - 6:51
13. "Hot (Riffs & Rays Club Mix)" - 7:08
14. "Hot (Daz Bailey Club Mix)" - 7:26
15. "Hot (Samuele Sartini Remix)" - 5:25
16. "Hot (Da Brozz Remix)" - 5:18
17. "Hot (Play & Win Club Version)" - 5:03
18. "Hot (Malibu Breeze Remix)" - 6:52
19. "Hot (Eric Chase Remix)" - 7:22
20. "Hot (Sgt Slick Remix)" - 5:54
21. "Hot (Sgt Slick Dub)" - 6:24
22. "Hot (Hardforze Remix)" - 6:42
23. "Hot (The Real Booty Babes Remix)" - 4:23

- Hot: The Definitive DJ Deluxe Edition - Italia (2010)[15]

1. "Hot (Samuele Sartini Remix Edit)" - 3:22
2. "Hot (Da Brozz Edit)" - 3:39
3. "Hot (The Real Booty Babes Remix Edit)" - 2:50
4. "Hot (Jerox's Walk In The Dusk Edit)" - 4:24
5. "Hot (Play & Win Radio Version)" - 3:39
6. "Hot (Samuele Sartini Remix)" - 5:25
7. "Hot (Da Brozz Remix)" - 5:18
8. "Hot (The Real Booty Babes Remix)" - 4:23
9. "Hot (Hardforze Remix)" - 6:42
10. "Hot (Eric Chase Remix)" - 7:22
11. "Hot (Play & Win Club Version)" - 5:03
12. "Hot (Sgt Slick Remix)" - 5:54
13. "Hot (Sgt Slick Dub)" - 6:24

- UK Promo Single (2010)[18]

1. "Hot (UK Radio Edit)" - 2:34
2. "Hot (Cahill Radio Edit)" - 3:03
3. "Hot (Riffs & Rays Radio Edit)" - 3:02
4. "Hot (Instrumental Mix)" - 3:36

- UK CD Single (2010)[19]

1. "Hot (UK Radio Edit)" - 2:34
2. "Hot (Cahill Radio Edit)" - 3:03
3. "Hot (Play & Win Radio Version)" - 3:39
4. "Hot (Play & Win Club Version)" - 5:03
5. "Hot (Riffs & Rays Radio Edit)" - 3:02
6. "Hot (The Real Booty Babes Remix Edit)" - 2:50

- UK CD Maxi Single Promo (2010)[20]

1. "Hot (UK Radio Edit)" - 2:34
2. "Hot (Cahill Radio Edit)" - 3:03
3. "Hot (Riffs & Rays Radio Edit)" - 3:02
4. "Hot (Malibu Breeze Remix)" - 6:52
5. "Hot (Daz Bailey Club Mix)" - 7:26

- UK CD Maxi Single (2010)[21]

1. "Hot (UK Radio Edit)" - 2:34
2. "Hot (Cahill Radio Edit)" - 3:03
3. "Hot (Riffs & Rays Radio Edit)" - 3:02
4. "Hot (Malibu Breeze Radio Edit) - 3:43
5. "Hot (Play & Win Club Version)" - 5:03
6. "Hot (Cahill Club Edit)" - 4:52
7. "Hot (Riffs & Rays Club Mix)" - 7:08
8. "Hot (Malibu Breeze Remix)" - 6:52
9. "Hot (Instrumental Mix)" - 3:36

- Svezia CD Maxi Single (2010)[22]

1. "Hot (Cahill Radio Edit)" - 3:03
2. "Hot (Cahill Club Edit)" - 4:52
3. "Hot (Cahill Club Mix)" - 6:51
4. "Hot (Riffs & Rays Club Mix)" - 7:08
5. "Hot (Daz Bailey Club Mix)" - 7:26

- Francia CD Single (2010)[23]

1. "Hot (French Edit)" - 2:58
2. "Hot (Play & Win Radio Version)" - 3:39
3. "Hot (Play & Win Club Version)" - 5:03
4. "Hot (Malibu Breeze Remix)" - 6:52
5. "Hot (Jerox's Walk In The Dusk Edit)" - 4:21

- Hot: Addictional Mixes - UK CD Maxi Single (2010)[24]

1. "Hot (Da Brozz Edit)" - 3:37
2. "Hot (Da Brozz Mix)" - 5:15
3. "Hot (Sgt. Slick Mix)" - 5:53
4. "Hot (Sgt. Slick Dub Mix)" - 6:24
5. "Hot (Samuele Sartini Radio Edit)" - 3:19
6. "Hot (Samuele Sartini Mix)" - 5:22
7. "Hot (Eric Chase Mix)" - 7:20
8. "Hot (Hardforze Mix)" - 6:39

- Francia CD Maxi Single Promo (2010)[25]

1. "Hot (Rls Edit Mix)" - 3:37
2. "Hot (Rls Long Mix)" - 6:32
3. "Hot (Mr John & Dj Viduta Remix 2009)" - 5:50
4. "Hot (Play & Win Club Version)" - 5:03
5. "Hot (Malibu Breeze Remix)" - 6:52
6. "Hot (Jerox's Walk In The Dusk Edit)" - 4:21
7. "Hot (Play & Win Radio Version)" - 3:39
8. "Hot (French Edit)" - 2:58

- Digital Remixes

1. "Hot (Dim Pees Remix)" - 4:40 [UK - 19 febbraio 2009][26]
2. "Hot (Kimmy Baxter & Timuzin Tazel Shinning Mix)" - 4:26 [Canada - 8 giugno 2009][27]
3. "Hot (Shinning Mix)" - 8:14 [USA & Canada - 13 agosto 2009][28]
4. "Hot (2 Faced Funks Remix)" - 4:53 [Romania - 11 ottobre 2009][29]
5. "Hot (Solution Remix)" - 4:37 [UK - 17 maggio 2010][30]
6. "Hot (Castellini & Lyos vs. Donati & Amato Mix)" - 4:54 [Italia - 19 maggio 2010][31]
7. "Hot (Sonic Phaze Set Starter)" - 6:31 [UK - 5 luglio 2010][32]

## Classifiche
| Classifica (2008/09) | Posizione massima |
| -------------------- | ----------------- |
| Belgio (Fiandre)     | 6                 |
| Belgio (Vallonia)    | 6                 |
| Germania             | 80                |
| Italia               | 33                |
| Paesi Bassi          | 4                 |
| Polonia              | 37                |
| Repubblica Ceca      | 3                 |
| Romania              | 1                 |
| Russia               | 2                 |
| Slovacchia           | 38                |
| Spagna               | 1                 |
| Ungheria             | 3                 |
| Classifica (2010)    | Posizione massima |
| Brasile              | 49                |
| Canada               | 97                |
| Danimarca            | 13                |
| Europa               | 6                 |
| Finlandia            | 14                |
| Francia              | 6                 |
| Irlanda              | 39                |
| Norvegia             | 14                |
| Regno Unito          | 6                 |
| Svezia               | 14                |
| Svizzera             | 17                |